# 왕궁면
왕궁면(王宮面)은 대한민국의 전북특별자치도 익산시에 설치된 면이다.

## 지리
왕궁면은 호남고속도로와 1번 국도가 통과하는 호남의 최초 관문이며, 동쪽으로 무주군 덕유산의 한 지맥이 서쪽으로 뻗어 이룬 산맥으로 가장 높은 용화산이 자리잡고 있다. 왕궁면은 삼한시대 마한의 옛 궁터로 왕궁리 5층석탑 등 많은 문화유적지를 보유하고 있으며, 세계적인 보석박물관, 화석박물관이 있으며, 크고 작은 산업공단이 많이 입주하고, 벼농사와 축산업이 발달한 고장이다.

## 법정리
- 광암리(光巖里)
- 구덕리(九德里)
- 도순리(都巡里)
- 동봉리(東鳳里)
- 동용리(東龍里)
- 동촌리(東村里)
- 발산리(鉢山里)
- 쌍제리(雙堤里)
- 온수리(溫水里)
- 왕궁리(王宮里)
- 용화리(龍華里)
- 평장리(平章里)
- 흥암리(興巖里): 행정복지센터 소재지

## 교육

### 초등학교
- 왕궁초등학교
- 왕궁남초등학교
- 왕북초등학교

### 중학교
- 왕궁중학교

## 주거
| 단지명                  | 건설사   | 시행사                        | 주소                              | 입주       | 비고 |
| ----------------------- | -------- | ----------------------------- | --------------------------------- | ---------- | ---- |
| 익산 푸르지오 더 퍼스트 | 대우건설 | 대한토지신탁㈜ ㈜사성도시개발 | 왕궁면 국가식품로13길 40 (흥암리) | 2023년 9월 |      |